# 포로카라과
포로카라과(Porocharaceae)는 차축조목에 속하는 윤조식물 녹조류과의 하나이다. 현존하는 2개 속에 2종으로 이루어져 있다.

## 하위 속
- † Minhechara - 유일종 M. xiaoxiaensis
- Musacchiella - 유일종 M. maxima
- † Paracuneatochara - 7종
- † 포로카라속 (Porochara) - 8종
- † Pseudolatochara - 3종
- Stellatochara - 유일종 S. minor
- † Stomochara - 유일종 S. luii